# Artur Markowicz

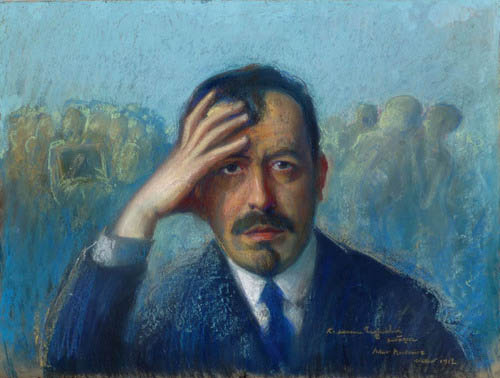
Artur Markowicz (Selbstporträt, um die Jahrhundertwende)

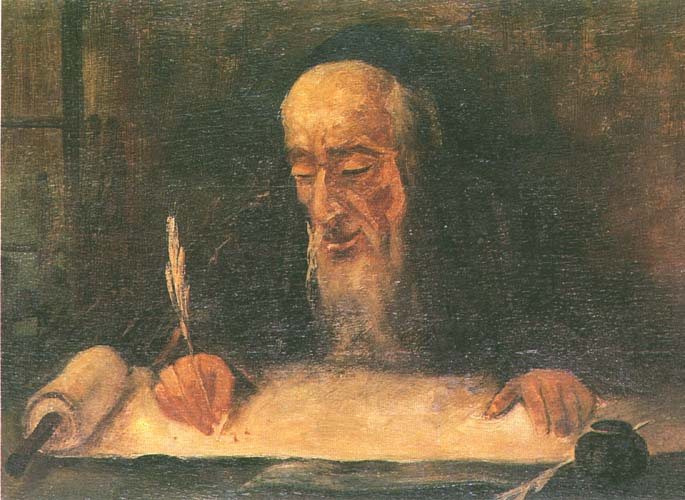
Artur Markowicz: Thoraschreiber

Artur Markowicz (* 3. März 1872 in Podgórze, Österreich-Ungarn; † 23. Oktober 1934 in Krakau) war ein polnischer Genremaler und Grafiker jüdischer Abstammung. Fast alle seine Werke waren dem Leben der jüdischen Volksgruppe in den polnischen Kleinstädten gewidmet.

## Leben
Markowicz wurde in einer assimilierten jüdischen Kaufmannsfamilie geboren. Nach dem Abitur begann er am Krakauer Polytechnikum zu studieren, brach jedoch seine Ausbildung ab. In den Jahren 1886 bis 1895 studierte er an der Akademie der Bildenden Künste Krakau bei Leopold Löffler, Władysław Łuszczkiewicz, Florian Cynk und Jan Matejko. Ab dem 29. April 1895 setzte er sein Studium an der Königlichen Akademie der Künste in München in der Klasse von Otto Seitz fort. Von 1900 bis 1903 lebte er in Paris und perfektionierte sein Talent an der École des Beaux-Arts unter der Leitung von Jean-Léon Gérôme. Er stellte er seine Bilder im Salon des Artistes Français und im Salon d’Automne aus.
1904 kehrte er nach Krakau zurück. Für einige Zeit hatte er sein Atelier im jüdischen Altersheim im Stadtteil Kazimierz, wo er dessen Bewohner porträtierte und Gemälde schuf, die das Leben der dortigen Juden darstellten. In den Jahren 1907 bis 1908 reiste er nach Jerusalem, 1910 nach Italien und von 1911 bis 1912 nach Belgien und in die Niederlande.
Markowicz war ab 1930 Ehrenpräsident der Jüdischen Gesellschaft zur Förderung der Schönen Künste.
Während seines Studiums fertigte er Porträts, Genreszenen, Architektur und später auch Landschaften und Stillleben. Er stellte seine Gemälde in polnischen Städten sowie in Berlin (1903), München (1909), Antwerpen (1911), Wien (1911, 1913, 1915) und Meran (1914) aus. Neben der Malerei beschäftigte er sich mit der Lithographie und der Glasmalerei.